# 涙雨 (A.F.R.Oの曲)
「涙雨」（なみだあめ）はA.F.R.Oの配信限定シングル。トイズファクトリーから2009年7月29日に配信された。「ジャッパニーズ」と同時配信となる。

## 曲の詳細
1. 涙雨 [4:55]
  - 作詞・作曲 : A.F.R.O